# Костенко, Иван Акимович
Иван Акимович Костенко (27 мая 1892, Андреевская волость, область Войска Донского — 27 июля 1934, Балхаш) — один из организаторов освоения Карагандинского угольного бассейна.

## Биография
Родился 27 мая 1892 года в Донбассе, в Таганрогском округе в семье шахтёра. Окончил Московскую промышленную академию (1932).
Член РСДРП(б) с ноября 1917 года. В 1918—1920 годы командир бронепоезда, участник обороны Донбасса.
В 1920—1928 годы на партийной, государственной работе, в 1931—1933 годы заместитель управляющего угольным трестом в Донбассе, В 1933—1934 годы управляющий трестом «Карагандауголь». При его участии закладывались и строились шахты № 30, 31, 33/34 и № 20, создавалась система разработки и технологии добычи угля в Карагандинском бассейне, производилась разработка нового жилого района Караганды — Новый город.
26 января—10 февраля 1934 года делегат XVII съезда ВКП(б) с решающим голосом от КП(б) Казакстана.
Погиб 27 июля 1934 в авиакатастрофе. В честь Костенко в Караганде названы улица и шахта.